# Aspilia helianthoides
Aspilia helianthoides là một loài thực vật có hoa trong họ Cúc. Loài này được (Schumach. & Thonn.) Oliv. & Hiern mô tả khoa học đầu tiên năm 1877.